# Enzo Scifo
Vincenzo „Enzo“ Daniele Scifo (* 19. února 1966, La Louvière, Belgie) je bývalý belgický fotbalista a reprezentant. Hrál na pozici ofenzivního záložníka. Po skončení hráčské kariéry se dal na trenérskou dráhu, vel mj. belgickou jedenadvacítku.
Narodil se v Belgii ve městě La Louvière v italské rodině. S fotbalem začal ve svých sedmi letech v roce 1973 v místním klubu RAA Louviéroise. V roce 1982 přešel do belgického velkoklubu Anderlecht Brusel, kde debutoval v 17 letech v profesionální kopané.

## Reprezentační kariéra
V belgické seniorské reprezentaci debutoval 13. června 1984 na Mistrovství Evropy ve Francii v zápase proti Jugoslávii, kdy mu bylo 18 let a 115 dní a stal se tak nejmladším hráčem historie Mistrovství Evropy ve fotbale (v roce 2012 ho překonal Nizozemec Jetro Willems – 18 let a 71 dní). S reprezentací se zúčastnil čtyř Mistrovství světa (1986, 1990, 1994 a 1998). Největšího reprezentačního úspěchu dosáhl na mistrovství světa v roce 1986 v Mexiku, kde Belgie obsadila čtvrté místo.

### Reprezentační zápasy
Podle Belgické fotbalové asociace odehrál Scifo 84 zápasů a vstřelil 19 branek. Podle některých fotbalových databází (např. Footballdatabase.eu, National Football Teams) nastřílel během 84 zápasů pouze 18 gólů. Rozdíl je v přátelském utkání z 5. června 1988 v Odense proti domácímu Dánsku, které Belgie prohrála 1:3. Zatímco Belgická fotbalová asociace připisuje tento gól Scifovi, databáze jej připisují Janu Ceulemansovi.
Zápasy Enza Scifa v A-mužstvu Belgie 
| Rok    | Zápasy | Góly | Gól/záp. |
| ------ | ------ | ---- | -------- |
| 1984   | 8      | 1    | 0,13     |
| 1985   | 3      | 1    | 0,33     |
| 1986   | 12     | 3    | 0,25     |
| 1987   | 4      | 0    | 0,00     |
| 1988   | 4      | 1    | 0,25     |
| 1989   | 5      | 0    | 0,00     |
| 1990   | 9      | 2    | 0,22     |
| 1991   | 6      | 3    | 0,50     |
| 1992   | 6      | 1    | 0,17     |
| 1993   | 5      | 4    | 0,80     |
| 1994   | 6      | 0    | 0,00     |
| 1995   | 3      | 2    | 0,66     |
| 1996   | 4      | 0    | 0,00     |
| 1997   | 4      | 0    | 0,00     |
| 1998   | 5      | 1    | 0,20     |
| Celkem | 84     | 19   | 0,23     |